# Zitlala, Guerrero
Zitlala är en ort i Mexiko.   Den ligger i kommunen Zitlala och delstaten Guerrero, i den södra delen av landet, 190 km söder om huvudstaden Mexico City. Zitlala ligger 1 369 meter över havet och antalet invånare är 6 065.
Terrängen runt Zitlala är kuperad åt sydväst, men åt nordost är den bergig. Zitlala ligger nere i en dal. Runt Zitlala är det ganska glesbefolkat, med 40 invånare per kvadratkilometer. Närmaste större samhälle är Chilapa de Alvarez, 10,7 km söder om Zitlala. I omgivningarna runt Zitlala växer huvudsakligen savannskog.